# Peter Lindau
Peter Lindau (Halmstad, 9 settembre 1972) è un allenatore di calcio ed ex calciatore svedese, di ruolo centrocampista.

## Carriera

### Giocatore

#### Club
Lindau cominciò la carriera con lo Halmstad. Giocò poi per l'Halmia e successivamente passò agli scozzesi dell'Ayr United. Durante il periodo in questa squadra, fu prestato al Partick Thistle. Ad agosto 2000, il trasferimento in questa squadra fu a titolo definitivo, ma lasciò la formazione l'anno successivo.
Fu poi ingaggiato dai norvegesi dello Strømsgodset. Debuttò nella Tippeligaen il 22 aprile 2001, sostituendo Hans Erik Ødegaard nella sconfitta per 7-4 contro il Lillestrøm, dove fornì l'assist per il gol di Jostein Flo.
Nel 2005 passò al Kongsvinger. Esordì il 10 aprile, nella sconfitta per 3-1 contro il Sogndal. Si ritirò al termine del campionato 2007.

### Allenatore
Dopo essersi ritirato dal calcio giocato, diventò allenatore dell'Halmia, squadra che guidò ininterrottamente per otto anni e mezzo fino al giugno 2016, quando fu esonerato e sostituito da Patrik Ingelsten.